# Estêvão (pai de Lucas)
Estêvão (em grego medieval: Στέφανος; romaniz.: Stéphanos) foi um bizantino do início ou meados do século IX. Era nativo da Beócia, mas mudou-se com sua família à Fócida, onde casou e criou seus filhos.

## Vida

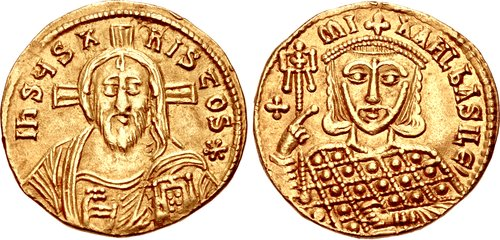
Soldo de r.

Os pais de Estêvão, cujo nome é incerto, eram originários de Égina, porém foram obrigados a abandonar a ilha devido a incursão dos árabes no mar Egeu. Eles se mudaram para Criso na Fócida, mas devido a presença pirata árabe na costa sul da Beócia, novamente se mudaram, agora para Bátis, na Beócia, onde Estêvão nasceu. Dali, a família mudou-se para Castório, na Fócida, onde disputaram com a população nativa e seu pai foi a Constantinopla solicitar intervenção imperial. O imperador escreveu uma carta que favorecia-o e a aldeia e suas propriedades foram compartilhadas entre os locais e os recém-chegados, que viveram juntos em paz e harmonia.
Esses eventos não são datáveis, mas é possível, a julgar pelas circunstâncias, que a súplica foi feita a Miguel III, o Ébrio (r. 842–867) ou Basílio I, o Macedônio (r. 867–886). Ali, Eufêmio casou-se com Eufrósine com que teve vários filhos: Lucas, Teodoro, Maria, Cale, Epifânio e dois jovens de nome desconhecido. A data de sua morte é incerta, mas se sabe por inferência na vida de seu filho Lucas que faleceu quando o santo ainda era criança.